# Andrew Salm
Andrew Salm (* 1979 in Kingston) ist ein ehemaliger jamaikanischer Skirennläufer.

## Karriere
Salms Vater Richard gründete den jamaikanischen Skiverband im Jahr 1998 um seinem Sohn eine Teilnahme an den Alpinen Skiweltmeisterschaften in Vail bzw. Beaver Creek zu ermöglichen.
Das Vorhaben gelang und im darauffolgenden Jahr nahm Salm gemeinsam mit Collette Gillian als erste jamaikanische Sportler an einer Alpinen Skiweltmeisterschaft teil.
Bei seinem Start im Riesenslalom belegte Salm den 54 und vorletzten Platz, lediglich den Armenier Vigen Harutyunyan konnte er hinter sich lassen.
Danach startete Salm noch bei den belgischen Meisterschaften die in Tignes ausgetragen wurden, seitdem ist er als Rennläufer nicht mehr in Erscheinung getreten.

## Erfolge

### Weltmeisterschaften
- Vail/Beaver Creek 1999: 54. Riesenslalom